# Juan y Medio
Juan José Bautista Martín (Lúcar, Almeria, 15 de desembre de 1962), conegut artísticament com a Juan y Medio, és un empresari, humorista, presentador, actor, i advocat espanyol.
En 1982 va jugar en l'equip de bàsquet de Huelva "Ciudad de Huelva" com a titular, el 8 de febrer de 1983 ho deixa per problemes de fèmur. Des d'agost de 2009 posseeix una productora anomenada Indalo y Media, que és l'encarregada de l'elaboració d'un programa, La tarde, aquí y ahora, a Canal Sur 1.

## Biografia
Va néixer a Lúcar, Almeria, i viu actualment a Sevilla. Va estudiar en el col·legi de La Salle en Burgos i en el col·legi Fundació Caldeiro en Madrid, i es va llicenciar en Sociologia i en Dret en la Universitat d'Alcalá. Va exercir l'advocacia durant un temps.
Va estar treballant per a Luz Casal i Hombres G, i poc després va començar el seu debut televisiu com a ganxo d' Inocente, inocente.
D'altra banda va presentar programes com: Vaya nochecita, Aquí no hay quien duerma, Fiebre del domingo noche, Más madera, Vídeos, vídeos, Tu gran día, Un siglo de canciones i El bus.
Fins i tot ha fet teatre, Triple salto mortal, i monòlegs d' El club de la comedia. A més ha presentat gran quantitat de gales.
Com a actor, ha participat en diverses pel·lícules: El niño invisible, Locos por el cine, Suspiros de España y Portugal, El día de la bestia, Operación Gónada, Trileros, Jaa me maten i Un rey en La Habana, o l'aparició a la sèrie d'internet Malviviendo.
De 2003 a 2007 va presentar a Canal Sur 1, Punto y Medio.
Per a la mateixa cadena ha conduït Menuda noche, que també era a la graella des de 2004 i La Tarde, aquí y ahora, des del 7 de setembre de 2009, creat per la seva productora Indalo y Media. L'octubre de 2019 la nova Junta d'Andalusia decideix clausurar el programa.
En setembre de 2006 va fitxar per Antena 3, on va presentar diversos programes de curta durada: 1 contra cien el 2006, en maig de 2007 l'espai de debat Paranoia semanal, i el 2008 el docu-reality Aeropuertos: Hello, Goodbye.
Paral·lelament, en la mateixa cadena, el 19 d'octubre de 2007, va estrenar el talk show de testimoniatges Diario y Medio, inicialment emès com a versió dels divendres del programa El diario de Patricia.
Després de la marxa de Patricia Gaztañaga d'aquest últim, el juliol de 2008 Diario y Medio passà a emetre's de forma diària en el seu lloc, i el 2009 va presentar l'espai Pánico en el plató.
Des de setembre de 2009 fins a l'actualitat, presenta el programa a Canal Sur, "La tarde aquí y ahora".
Al setembre de 2016, va presentar simultàniament a Antena 3 el programa de cites i trobades El amor está en el aire, i a La 1, Poder canijo, un programa sobre educació.
En setembre de 2017 Juan y Medio retalla la faldilla d'Eva Ruiz Martín al seu programa La tarde en directe, en directe, les xarxes socials l'acusen de masclista i el consell audiovisual d'Andalusia obre expedient sancionador, que acaba sense sanció pel presentador.

## Programes destacats a televisió
| Any                  | Programa                    | Cadena      |
| -------------------- | --------------------------- | ----------- |
| 1992-1996            | Inocente, inocente          | Telemadrid  |
| 1995                 | Vaya nochecita              | Telecinco   |
| 1995-1996            | Aquí no hay quien duerma    | Telecinco   |
| 1998                 | Inocente, inocente          | Telecinco   |
| 1998                 | Más madera                  | Telecinco   |
| 1998                 | Videos, videos              | Telecinco   |
| 1999                 | Fiebre del domingo noche    | Telecinco   |
| 1999                 | Cosas que importan          | Telecinco   |
| 1999                 | Un siglo de canciones       | Canal 9     |
| 1999-2001            | In fraganti                 | La 1        |
| 2000                 | Tu gran día                 | La 1        |
| 2000                 | 2 mil canciones             | Telecinco   |
| 2000                 | El bus (debats)             | Antena 3    |
| 2002                 | La noche de los errores     | Antena 3    |
| 2003-2006            | Punto y medio               | Canal Sur 1 |
| 2004-2016; 2017-2019 | Menuda noche                | Canal Sur 1 |
| 2006-2007            | El precio justo             | Antena 3    |
| 2006                 | 1 contra 100                | Antena 3    |
| 2007                 | Paranoia semanal            | Antena 3    |
| 2007-2008            | Diario y medio (viernes)    | Antena 3    |
| 2008                 | Aeropuertos: Hello, Goodbye | Antena 3    |
| 2009                 | Pánico en el plató          | Antena 3    |
| 2009-presente        | La tarde, aquí y ahora      | Canal Sur 1 |
| 2016                 | El amor está en el aire     | Antena 3    |
| 2016                 | Poder canijo                | La 1        |
| 2017                 | Mi casa es la tuya          | Telecinco   |

### Gales presentades a televisió
| Any  | Programa                     | Cadena      |
| ---- | ---------------------------- | ----------- |
| 1997 | Gala Inocente, Inocente      | Antena 3    |
| 1998 | Gala Inocente, Inocente      | Telecinco   |
| 1999 | Gala Inocente, Inocente      | Telecinco   |
| 2000 | Gala Inocente, Inocente      | Telecinco   |
| 2001 | Gala Nochevieja              | TVE         |
| 2002 | Gala Nochevieja              | TVE         |
| 2002 | Gala Inocente, Inocente      | Telecinco   |
| 2003 | Gala Inocente, Inocente      | Antena 3    |
| 2006 | Gala Inocente, Inocente      | Antena 3    |
| 2006 | Gala de Andalucía 2006       | Canal Sur 1 |
| 2007 | Gala Inocente, Inocente      | Antena 3    |
| 2008 | Gala de Andalucía 2008       | Canal Sur 1 |
| 2010 | Gala Inocente, Inocente      | Antena 3    |
| 2011 | Gala Inocente, Inocente      | Antena 3    |
| 2012 | Gala Inocente, Inocente      | TVE         |
| 2012 | Gala Nochevieja (Feliz 2013) | TVE         |
| 2013 | Gala Inocente, Inocente      | TVE         |
| 2013 | Gala Nochevieja (Feliz 2014) | TVE         |
| 2014 | Gala Inocente, Inocente      | TVE         |
| 2015 | Gala Inocente, Inocente      | TVE         |
| 2016 | Gala Inocente, Inocente      | TVE         |
| 2017 | Gala Inocente, Inocente      | TVE         |
| 2018 | Gala Inocente, Inocente      | TVE         |
| 2019 | Gala Inocente, Inocente      | TVE         |